# Diocese de Caxias do Sul
A Diocese de Caxias do Sul (Dioecesis Caxiensis Australis) é uma divisão territorial da Igreja Católica no estado do Rio Grande do Sul.

## Histórico
A Diocese de Caxias foi criada a 8 de setembro de 1934, pela bula Quae Spirituali Christifidelium do Papa Pio XI, desmembrada da Arquidiocese de Porto Alegre. A 10 de novembro de 1966, por Decreto da Sagrada Congregação Consistorial, passou a denominar-se Diocese de Caxias do Sul.
Em 15 de agosto de 1959, o território do município de Muçum e do distrito de Santa Lúcia do Piai, foram anexados à Diocese de Caxias do Sul.
No dia 1 de fevereiro de 1971 todo o território do município de São Francisco de Paula passou a pertencer à Diocese de Caxias do Sul.
Em 12 de dezembro de 1997 o município de Muçum passou a integrar a Diocese de Santa Cruz do Sul.
Com a criação da Diocese de Osório, em 10 de novembro de 1999, os municípios de Torres, Arroio do Sal, Dom Pedro de Alcântara, Mampituba, Morrinhos do Sul, Três Cachoeiras e Três Forquilhas passaram a fazer parte da nova Diocese.
Sua Catedral Diocesana é a Catedral de Caxias do Sul.

## Demografia e paróquias
A diocese é constituída pelos seguintes municípios: Bento Gonçalves, Boa Vista do Sul, Cambará do Sul, Carlos Barbosa, Caxias do Sul, Coronel Pilar, Cotiporã, Fagundes Varela, Farroupilha, Flores da Cunha, Garibaldi, Guabiju, Jaquirana, Monte Belo do Sul, Nova Araçá, Nova Bassano, Nova Pádua, Nova Prata, Nova Roma do Sul, Paraí, Protásio Alves, São Francisco de Paula, São Jorge, São Marcos, Veranópolis, Vila Flores e Vista Alegre do Prata, São Valentim do Sul e Imigrante.
A diocese está situada a leste setentrional do estado do Rio Grande do Sul. Limites: Arquidiocese de Porto Alegre (RS) e Diocese de Passo Fundo (RS), Vacaria (RS), Criciúma (SC), Osório (RS), Novo Hamburgo (RS) e Santa Cruz do Sul (RS).
Possui 70 paróquias, três santuários diocesanos e 980 comunidades.

## Bispos
|                 | Nome                               | Período     | Notas         |
| Bispos          | Bispos                             | Bispos      | Bispos        |
| --------------- | ---------------------------------- | ----------- | ------------- |
| 5º              | José Gislon, O.F.M.Cap.            | 2019-       | Atual         |
| 4º              | Alessandro Carmelo Ruffinoni, C.S. | 2011-2019   | Bispo Emérito |
| 3º              | Nei Paulo Moretto                  | 1983-2011   |               |
| 2º              | Benedito Zorzi                     | 1966-1983   |               |
| 1º              | José Baréa                         | 1935-1951   |               |
| Bispo-coadjutor |                                    |             |               |
|                 | Nei Paulo Moretto                  | 1976 - 1986 |               |
|                 | Alessandro Carmelo Ruffinoni, C.S. | 2010-2011   |               |
| Bispo-auxiliar  |                                    |             |               |
|                 | Cândido Júlio Bampi, O.F.M.Cap.    | 1957 - 1978 |               |